# Batalla de Wakde
La batalla de Wakde —también conocida como Operación Straight Line— fue parte de la campaña de Nueva Guinea durante la Segunda Guerra Mundial. Se libró del 15 al 18 de mayo de 1944 entre los ejércitos de Estados Unidos y Japón 
La fuerza operativa 77, comandada por el almirante William Fechteler y apoyado por el USS Stockton cubrió el desembarco el 17 de mayo de 1944 por la 2.ª Brigada Especial de Ingenieros, la Compañía A, el 542.º Regimiento Ingeniero Anfibio, perteneciente al 163.º Regimiento de Infantería de la 41.ª División de Infantería.
Después de una batalla de tres días, la isla fue capturada por los Aliados el 18 de mayo. La captura de Wakde costó a los estadounidenses 40 muertos y 107 heridos, mientras que entre los japoneses murieron 759 hombres y 4 fueron capturados. 